# DSLinux

DSLinux的標誌

DSLinux是一個任天堂DS上運行的Linux作業系統。

## 軟體
DSLinux是從uClinux發行版修改而成。他所使用的内核是建基於uCLinux 2.6.14版（Linux-2.6.14-hsc0）。現時DSLinux只能在文字糢式和nano-x圖像糢式上運行。而nano-x圖像糢式只是用於在下方的液晶顯示器顯示鍵盤。用戶可以輕觸這個鍵盤或任天堂DS上的按鈕操作DSLinux。
DSLinux是由GCC（GNU Compiler Collection|GCC）及ARM套件移植編譯而成。
DSLinux可以執行由BusyBox提供的基本的指令，如time, mount, kill，或free等等。DSLinux內含一個ncurses用戶介面，理論上可以執行一些以ncurses介面寫成的程式。uClibc是DSLinux所用的C標準函式庫，它是為嵌入式Linux製作的小型C函式庫。
雖然DSLinux沒有任何軟體包裝管理系統，但它已經內含SSH客端、IRC客端、網頁瀏覽器、ogg及mp3媒體播放器、文字編輯器及一些遊戲。可謂麻雀雖小，但五臟俱全。人們通常以單一的tar壓縮檔案發報DSLinux。

## 硬體支援

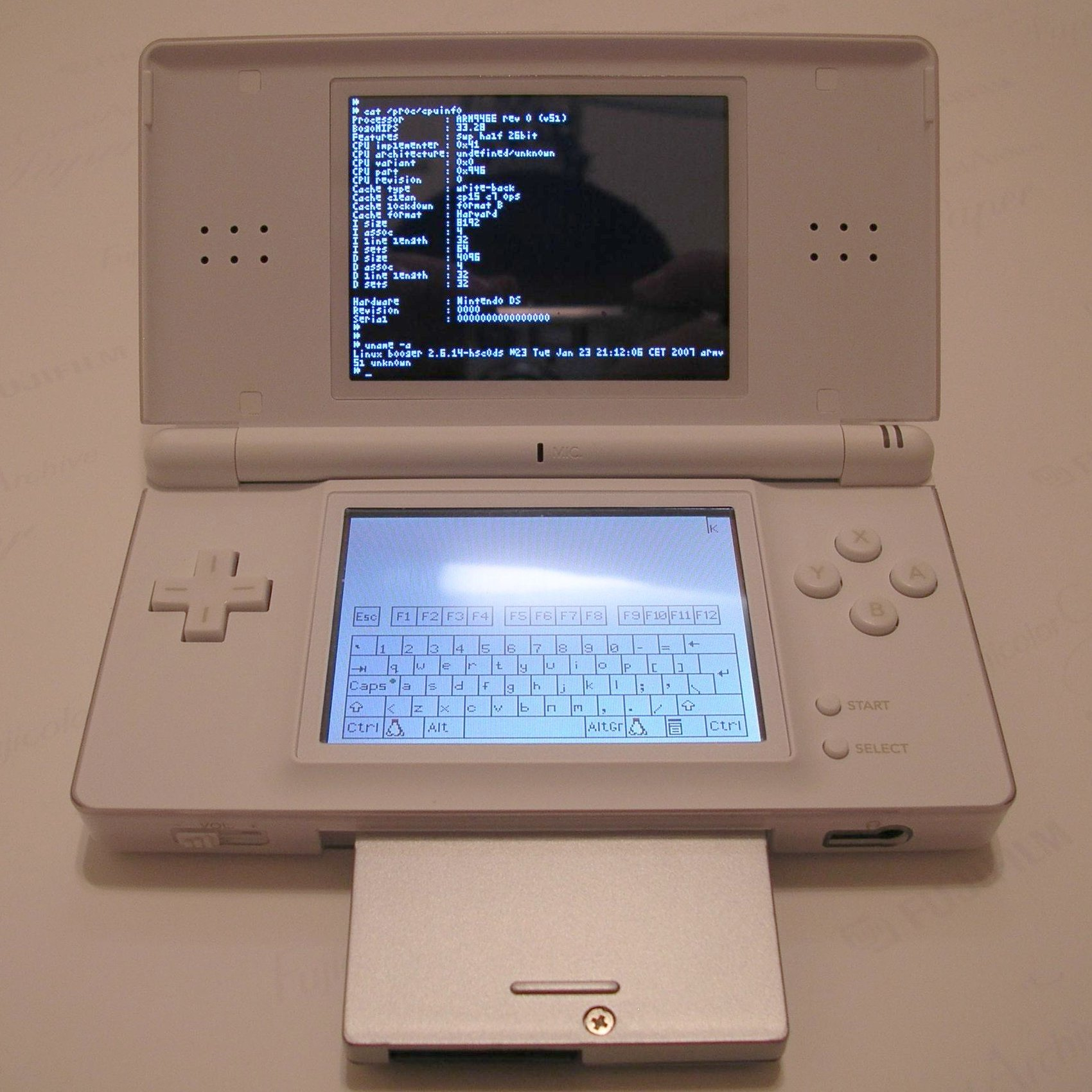
DSLinux在使用M3 DS Simply(slot 1)及M3 DS Adapter(slot 2)的任天堂DS Lite上運行

除了麥克風以外，DSLinux支援所有在任天堂DS內建的硬體，甚至任天堂DS的韌體（firmware）也可以在"/dev/firmware"上讀取。但基於安全的理由，用戶無法修改韌體。
DSLinux亦支援在GBAMP, M3，或SuperCard等記憶卡上存取檔案，而言它們都不是任天堂推出的產品。最新的記憶卡內置動態裝置連結界面（Dynamically Linked Device Interface），這增加了DSLinux對新記憶卡的相容性。

## 有限記憶體
由於任天堂DS上只在4MB的隨機存取記憶體，所以沒有記憶體管理單元。故用戶使用過多的記憶體時，例如瀏覽一個容量太大的網頁時，程式會不自然地結束（crash）。在Amadeus的努力下，比較新的DSLinux支援slot2的附加記憶體，現時最多可至32MB。

## 外部連結
- DSLinux主頁（页面存档备份，存于）